# Лотагам

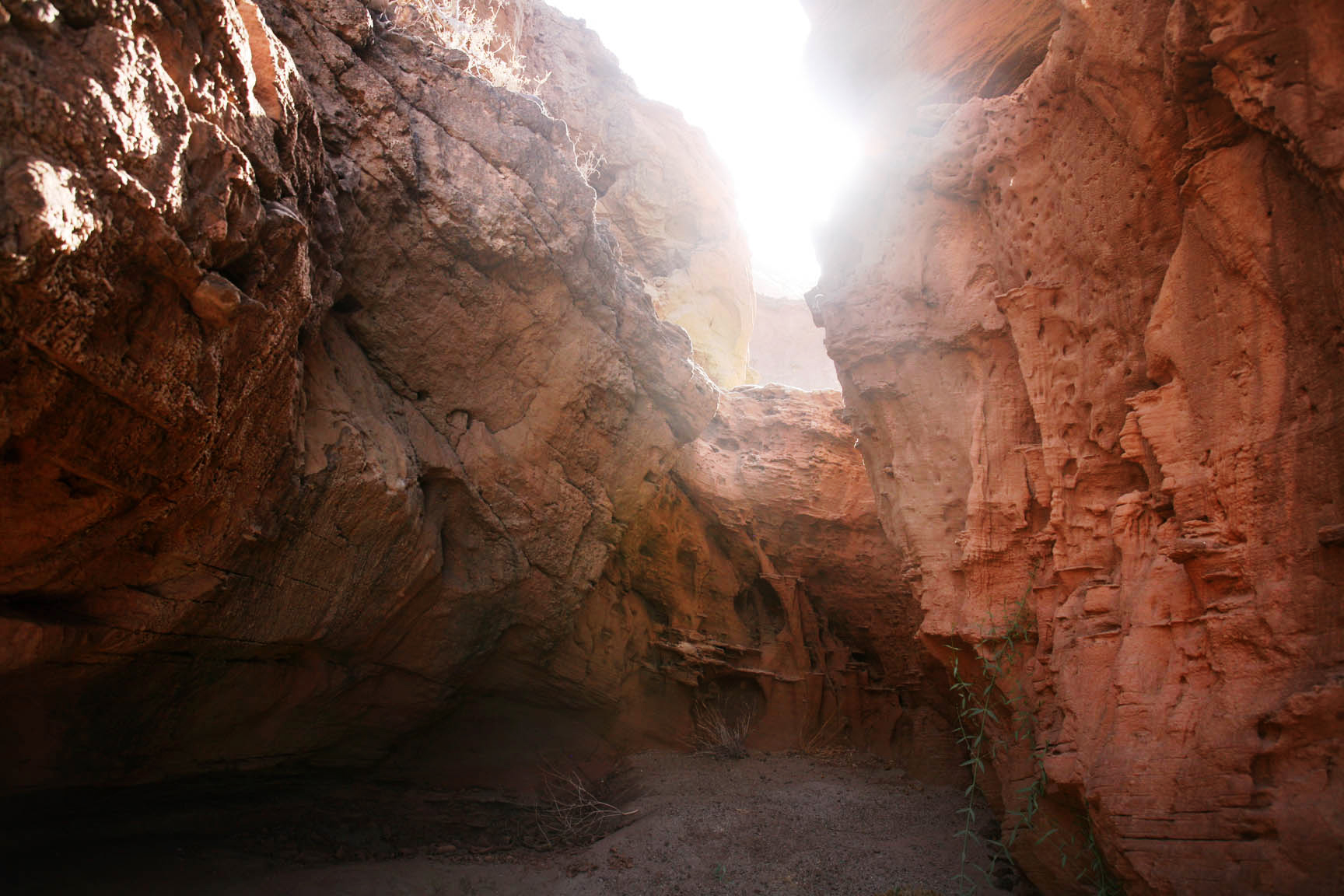
Печера Лотагам, Туркана, Кенія

Лотагам (англ. Lothagam) — місцезнаходження палеоантропологічних матеріалів, розташоване на південно-західному березі озера Туркана) (=озеро Рудольф; Північна Кенія) в 55 км на північ від Канапої.
Ще в 1967 р. в Лотагамі А. Левісом був знайдений фрагмент нижньої щелепи австралопітека з одним моляром KNM — LT 329, що має давність 5,0-5,5 млн років тому. Він довго залишався «бідним родичем» — безіменним і таким, що не знаходить собі місця в загальному родоводі, а нині віднесений до ардипітеків. Таксономічне визначення: Australopithecus cf. afarensis (Hill et Ward, 1988); Australopithecus cf. africanus (Patterson et all., 1970); Ardipithecus ramidus?
Відкриття австралопітекових на території Східної Африки, де їх кісткові рештки у більшості місцезнаходжень залягали у шарах вулканічного походження, дозволили використати радіоізотопні методи (зокрема, калій-аргоновий) визначення абсолютного віку відкладень, в яких залягали кісткові рештки. Абсолютний вік східно-африканських австралопітекових виявився дуже значним: Олдувай — 1,75-2,0 млн років; Омо — 4,0-2,0 млн років; Східний берег озера Туркана — 2,8-1,5 млн років; Канапой — 4,5 млн років; Лотагам — 5,5 млн років; Хадар — 3,0-4,0 млн років; Лаетолі — 3,35-3,75 млн років. За іншими даними вік місцезнаходження Лотагам становить 4,2-5,0 млн років тому, 5,0-5,5 млн (K/Ar метод).